# Lijst van burgemeesters van Oudelande
Dit is een lijst van burgemeesters van de voormalige Nederlandse gemeente Oudelande tot die gemeente in 1970 opging in de gemeente Borsele.
| Ambtsperiode  | Naam burgemeester      | Partij of stroming | Bijzonderheden |
| ------------- | ---------------------- | ------------------ | --- |
| 18?? - 1846   | Janis Witte Mz         |                    | |
| 1846 - 1849   | J.G. de Backer         |                    | |
| 1849 - 1891   | Pieter (P.) van Wingen |                    | |
| 1891 - 1906   | H.A. Mol               |                    | |
| 1906 - 1935   | P. Bruggeman           |                    | |
| 1935 - 1944   | A.W. Nieuwenhuize      | NSB                | |
| 1944? - 1946? | J. Oele                |                    | waarnemend |
| 1946 - 1949   | Jaap (J.C.) Vogelaar   |                    | tevens burgemeester van Hoedekenskerke (1946-1949) en Baarland (1938-1949), later burgemeester van Nieuwerkerk aan den IJssel |
| 1952 - 1970   | W.N. van Liere         | CHU                | vanaf 1965 waarnemend, tevens (waarnemend) burgemeester van Baarland, eerder burgemeester van Vrouwenpolder                   |